# Lokev, Sežana
Lokev este o localitate din comuna Sežana, Slovenia, cu o populație de 737 de locuitori.